# Andrea Mandorlini
Andrea Mandorlini (Ravenna, 17 luglio 1960) è un allenatore di calcio ed ex calciatore italiano, di ruolo difensore.

## Biografia
I figli Davide e Matteo sono calciatori.

## Carriera

### Giocatore
Cresciuto nel Ravenna, esordì in Serie A con la maglia del Torino nella stagione 1978-1979. Nel 1979 ricevette una convocazione nella nazionale Under-21 e una nell'Italia olimpica, senza scendere in campo. Dopo un anno all'Atalanta in Serie B, tornò nella massima serie con l'Ascoli, dove rimase per tre stagioni.
Nel 1984 si trasferì all'Inter; a Milano vinse lo scudetto dei record nella stagione 1988-1989, durante la quale fu impiegato come libero dal tecnico Giovanni Trapattoni, offrendo un rendimento soddisfacente. Vinse Supercoppa italiana e Coppa UEFA nel 1991, nella sua ultima stagione al club.
Approdato all'Udinese, dopo due stagioni, nel 1993, si ritirò.

### Allenatore

#### Inizi
Inizia a 33 anni con la Manzanese, squadra militante nel Campionato Nazionale Dilettanti, non riuscendo a salvare la squadra dalla retrocessione in Eccellenza.
Fra il 1994 e il 1998 è stato allenatore in seconda al Ravenna, ottenendo nel 1996 la promozione in Serie B.
Nel 1998 subentra a stagione in corso alla guida della Triestina in Serie C2, chiudendo la stagione al 2º posto e perdendo la finale play-off col Sandonà.
Nel 1999 è chiamato allo Spezia, conquistando al primo anno la promozione in Serie C1 con 76 punti, record assoluto per la categoria, nessuna sconfitta, 15 punti di vantaggio sulla seconda classificata. Le 2 stagioni successive rimane ai liguri, perdendo contro Como, nella prima stagione, e Triestina, nella seconda, le semifinali play-off.
Il 6 giugno 2002 è assunto alla guida del Vicenza, in Serie B. Dopo un inizio che l'aveva vista in vetta alla classifica dopo 22 giornate, la squadra termina la stagione all'8º posto.

#### L'approdo all'Atalanta e le esperienze a Padova e Siena
Il 10 giugno 2003 firma con l'Atalanta, guidando la squadra alla promozione in Serie A. Il 6 dicembre 2004, dopo aver ottenuto 7 punti in 14 gare, senza alcuna vittoria (7 pari, 7 sconfitte) e con la squadra ultima in classifica a 6 punti di distanza dalla zona salvezza, è esonerato e sostituito da Delio Rossi. La sua è stata la peggiore gestione in massima serie della storia della società orobica.
Il 9 novembre 2005 a seguito dell'esonero di Renzo Ulivieri, è assunto alla guida del Bologna, in Serie B. Il 5 marzo 2006 è esonerato a causa di mancanza di continuità nei risultati.
Il 18 dicembre 2006 firma un contratto di 2 anni col Padova, in Serie C1. Dopo un'iniziale rimonta, che porta la squadra in zona play-off, la squadra inanella una serie di risultati altalenanti, chiudendo la stagione al 7º posto. Il 3 giugno 2007 rescinde il contratto coi biancoscudati.
Il 12 giugno 2007 passa sulla panchina del Siena, in Serie A. Il 12 novembre, a seguito della sconfitta interna subìta nel derby col Livorno (2-3), con la squadra ultima in classifica a 9 punti(frutto di una vittoria, 6 pari, 5 sconfitte), viene esonerato dalla società toscana, con cui rescinde consensualmente il suo contratto; lo sostituisce Mario Beretta.

#### Sassuolo e l'esperienza in Romania
Il 7 luglio 2008 firma un contratto biennale col Sassuolo, neopromosso in Serie B, chiudendo la stagione al 7º posto. Il 10 giugno 2009 rescinde consensualmente il contratto col Sassuolo, in quanto i programmi della società non coincidono con i suoi.
Il 13 novembre 2009 intraprende la sua prima esperienza all'estero, firmando un contratto con il CFR Cluj, in Romania, squadra che conduce a una stagione ricca di trionfi, vincendo il campionato rumeno (2º nella storia del club), la Cupa României e la Supercoppa di Romania. Il 13 settembre 2010, a causa di un inizio di stagione negativo, con la squadra undicesima in classifica a 6 punti dalla vetta, è esonerato.

#### Verona
Il 9 novembre 2010, a seguito dell'esonero di Giuseppe Giannini, subentra sulla panchina del Verona, in Lega Pro Prima Divisione con la squadra gialloblù al penultimo posto. Dopo una serie iniziale di 5 pareggi consecutivi, la squadra inizia una rincorsa che la fa arrivare ai play-off in quinta posizione (poi diventata quarta per la retrocessione all'ultimo posto dell'Alessandria) e, dopo aver eliminato prima il Sorrento e poi la Salernitana, riporta il Verona in Serie B dopo 4 anni.
Al termine di Salernitana-Verona (1-0), valida per la finale di ritorno dei play-off, venne aggredito negli spogliatoi. Poche settimane dopo, durante la presentazione ufficiale della squadra dinanzi ai tifosi per la stagione 2011-2012, l'allenatore intonò al microfono "Ti amo terrone" (ritornello di Italiano terrone che amo degli Skiantos), dedicandolo ai salernitani, invitando i tifosi a cantare ripetendo tale coro. L'episodio portò al deferimento di Mandorlini da parte del Procuratore Federale della FIGC, con il deferimento per responsabilità oggettiva e concorrente anche della società gialloblu. Mandorlini poi affermò che tale coro fu una goliardata. La vicenda si chiuse nel dicembre successivo col patteggiamento di un'ammenda di 20.000 euro a carico dell'allenatore.

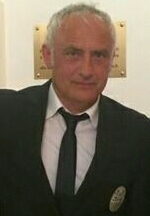
Andrea Mandorlini allenatore dell'Hellas nel 2015.

Partito con l'obiettivo di salvarsi, il neopromosso Verona guidato ancora da Mandorlini sfiorò la promozione in serie A chiudendo la stagione al 4º posto in classifica a 78 punti, ma uscendo sconfitto nelle semifinali play-off contro il Varese (2-0; 1-1). Durante la stagione la squadra eguagliò il record per la serie B di 8 vittorie consecutive in campionato. L'11 ottobre 2012 prolungò il contratto fino al 30 giugno 2014.
Il 22 ottobre 2012 venne deferito dal Procuratore Federale per delle dichiarazioni giudicate offensive nei confronti dei livornesi. A seguito del comportamento di Mandorlini venne deferita alla Commissione Disciplinare Nazionale anche la società del Verona per responsabilità oggettiva e per responsabilità concorrente. Il deferimento si chiuse il 19 dicembre 2012 con il patteggiamento di una squalifica fino al 31 gennaio 2013.
Al termine della stagione 2012-2013 guidò il Verona alla promozione in serie A, che mancava alla società scaligera da 11 anni, centrando il 2º posto a 82 punti, dietro il Sassuolo ed al termine di un lungo testa a testa con il Livorno. Quella degli scaligeri si rivelò la miglior difesa del campionato e Daniele Cacia fu capocannoniere del torneo (24 reti). Mandorlini fu il 1º allenatore della storia gialloblu a ottenere 2 promozioni e venne confermato per il successivo campionato di Serie A. Il 3 marzo 2014, gli allenatori lo classificarono 2º alla Panchina d'argento.
Nella stagione 2013-2014, iniziata con l'obiettivo salvezza raggiunse il 10º posto; il 3 novembre 2013 eguagliò il record di 6 vittorie consecutive in casa in serie A del Verona e, a fine stagione, batté il record di reti totali (62) segnate dal Verona in un campionato di A e il numero di successi (16) in una stagione in A degli scaligeri.
Il 21 maggio 2014 rinnova il contratto per la stagione successiva che chiuse al 13º posto, con Luca Toni vincitore insieme a Icardi della classifica-marcatori e da alcuni risultati rilevanti (2-0 al Napoli e 2-2, sempre in rimonta, con Milan, Inter, Juventus).
Il 9 giugno 2015 rinnova il contratto fino al 30 giugno 2017, con opzione per la stagione successiva a favore del club. Il 30 novembre 2015 è esonerato dopo un inizio di stagione condizionato dagli infortuni, con la squadra all'ultimo posto in classifica a 6 punti e nessuna vittoria in 14 gare di campionato. Il contratto viene risolto il 15 febbraio 2017.

#### Genoa
Il 19 febbraio 2017 firma un contratto valido fino al giugno 2018 con il Genoa, sostituendo l'esonerato Ivan Jurić. Il 26 febbraio debutta come allenatore del Genoa ottenendo il pareggio all'ultimo secondo per 1-1 in casa contro il Bologna. La domenica successiva ottiene il primo successo, vincendo per 2-0 in casa dell'Empoli. Il 10 aprile, dopo la sconfitta per 3-0 con l'Udinese, viene sollevato dall'incarico.

#### Cremonese
Il 24 aprile 2018 viene annunciato come nuovo allenatore della Cremonese in sostituzione dell'esonerato Attilio Tesser. Raggiunta la salvezza alla penultima giornata del campionato di Serie B 2017-2018, viene confermato per la stagione successiva, in cui è esonerato il 4 novembre 2018 malgrado la tranquilla posizione in classifica, dopo aver raccolto 12 punti in 10 giornate (2 vittorie, 6 pareggi, 2 sconfitte).

#### Ritorno al Padova
Il 20 gennaio 2020, a distanza di tredici anni, torna sulla panchina del Padova, in sostituzione dell'esonerato Salvatore Sullo, dove si ritrova ad allenare anche il figlio Matteo. Arriva 5º nel girone B della Serie C e viene eliminato dalla Juventus U-23 al secondo turno dei play-off. Il 4 agosto prolunga il contratto con il club per la stagione 2020/2021 con la quale arriva 2º a pari punti con il Perugia (79) ma con una differenza reti peggiore negli scontri diretti che costringe i biancoscudati a tentare la promozione in Serie B attraverso i play-off, persi in finale contro l'Alessandria ai tiri di rigore del match di ritorno per 4-5.

#### Mantova
Dopo due anni di inattività, il 21 febbraio 2023 Mandorlini viene nominato nuovo tecnico del Mantova, terzultimo in Serie C, al posto dell'esonerato Nicola Corrent. Sotto la sua guida, la squadra lombarda termina la stagione regolare al quintultimo posto, retrocedendo dopo aver perso i play-out con l’AlbinoLeffe. Non avendo trovato un nuovo accordo con la società, il tecnico lascia i virgiliani nel giugno dello stesso anno.

#### Cluj
Il 16 giugno 2023 viene ingaggiato per la seconda volta dal CFR Cluj, tornando così in Romania dopo tredici anni. Il 21 gennaio 2024, dopo la sconfitta con l'ultima in classifica Botoșani, con la squadra al secondo posto ad 11 punti dalla prima, viene sollevato dall'incarico e qualche giorno dopo risolve consensualmente il contratto.

### Altre attività
Nell'estate del 2022, è commentatore tecnico in alcune partite trasmesse da Sportitalia.

## Statistiche

### Presenze e reti nei club
| Stagione        | Squadra         | Campionato      | Campionato | Campionato | Coppe nazionali | Coppe nazionali | Coppe nazionali | Coppe continentali | Coppe continentali | Coppe continentali | altre coppe | altre coppe | altre coppe | Totale | Totale |
| Stagione        | Squadra         | Comp            | Pres       | Reti       | Comp            | Pres            | Reti            | Comp               | Pres               | Reti               | Comp        | Pres        | Reti        | Pres   | Reti   |
| --------------- | --------------- | --------------- | ---------- | ---------- | --------------- | --------------- | --------------- | ------------------ | ------------------ | ------------------ | ----------- | ----------- | ----------- | ------ | ------ |
| 1978-1979       | Torino          | A               | 5          | 0          | CI              | 0               | 0               | CU                 | 0                  | 0                  | -           | -           | -           | 5      | 0      |
| 1979-1980       | Torino          | A               | 22         | 0          | CI              | 5               | 0               | CU                 | 2                  | 0                  | -           | -           | -           | 29     | 0      |
| Totale Torino   | Totale Torino   | Totale Torino   | 27         | 0          |                 | 5               | 0               |                    | -                  | -                  |             | -           | -           | 34     | 0      |
| 1980-1981       | Atalanta        | B               | 34         | 1          | CI              | 4               | 0               | -                  | -                  | -                  | -           | -           | -           | 38     | 1      |
| 1981-1982       | Ascoli          | A               | 27         | 2          | CI              | 4               | 1               | -                  | -                  | -                  | -           | -           | -           | 31     | 3      |
| 1982-1983       | Ascoli          | A               | 17         | 1          | CI              | 6               | 0               | -                  | -                  | -                  | -           | -           | -           | 23     | 1      |
| 1983-1984       | Ascoli          | A               | 29         | 2          | CI              | 7               | 0               | -                  | -                  | -                  | -           | -           | -           | 36     | 2      |
| Totale Ascoli   | Totale Ascoli   | Totale Ascoli   | 73         | 5          |                 | 17              | 1               |                    | -                  | -                  |             | -           | -           | 90     | 6      |
| 1984-1985       | Inter           | A               | 29         | 0          | CI              | 11              | 1               | CU                 | 10                 | 0                  | -           | -           | -           | 50     | 1      |
| 1985-1986       | Inter           | A               | 26         | 0          | CI              | 6               | 1               | CU                 | 10                 | 1                  | TE          | 3           | 0           | 45     | 1      |
| 1986-1987       | Inter           | A               | 30         | 1          | CI              | 8               | 1               | CU                 | 7                  | 0                  | -           | -           | -           | 45     | 1      |
| 1987-1988       | Inter           | A               | 27         | 2          | CI              | 11              | 0               | CU                 | 6                  | -                  | -           | -           | -           | 44     | 2      |
| 1988-1989       | Inter           | A               | 26         | 3          | CI              | 8               | 0               | CU                 | 4                  | 0                  | -           | -           | -           | 38     | 3      |
| 1989-1990       | Inter           | A               | 24         | 3          | CI              | 3               | 0               | CC                 | 2                  | 0                  | -           | -           | -           | 29     | 3      |
| 1990-1991       | Inter           | A               | 18         | 0          | CI              | 2               | 0               | CU                 | 7                  | 1                  | -           | -           | -           | 27     | 1      |
| Totale Inter    | Totale Inter    | Totale Inter    | 180        | 9          |                 | 49              | 2               |                    | 46                 | 2                  |             | 3           | 0           | 278    | 13     |
| 1991-1992       | Udinese         | B               | 31         | 2          | CI              | 0               | 0               | -                  | -                  | -                  | -           | -           | -           | 31     | 2      |
| 1992-1993       | Udinese         | A               | 11         | 0          | CI              | 0               | 0               | -                  | -                  | -                  | -           | -           | -           | 11     | 0      |
| Totale Udinese  | Totale Udinese  | Totale Udinese  | 42         | 2          |                 | 0               | 0               |                    | -                  | -                  |             | -           | -           | 42     | 2      |
| Totale carriera | Totale carriera | Totale carriera | 356        | 16         |                 | 75              | 4               |                    | 48                 | 2                  |             | 3           | 0           | 482    | 22     |

### Statistiche da allenatore
Statistiche aggiornate al 20 gennaio 2024. In grassetto le competizioni vinte.
| Stagione            | Squadra          | Campionato       | Campionato | Campionato | Campionato | Campionato | Coppe nazionali | Coppe nazionali | Coppe nazionali | Coppe nazionali | Coppe nazionali | Coppe continentali | Coppe continentali | Coppe continentali | Coppe continentali | Coppe continentali | Altre coppe | Altre coppe | Altre coppe | Altre coppe | Altre coppe | Totale | Totale | Totale | Totale | % Vittorie | Piazzamento       |
| Stagione            | Squadra          | Comp             | G          | V          | N          | P          | Comp            | G               | V               | N               | P               | Comp               | G                  | V                  | N                  | P                  | Comp        | G           | V           | N           | P           | G      | V      | N      | P      | %          | Piazzamento       |
| ------------------- | ---------------- | ---------------- | ---------- | ---------- | ---------- | ---------- | --------------- | --------------- | --------------- | --------------- | --------------- | ------------------ | ------------------ | ------------------ | ------------------ | ------------------ | ----------- | ----------- | ----------- | ----------- | ----------- | ------ | ------ | ------ | ------ | ---------- | ----------------- |
| 1993-1994           | Manzanese        | CND              | 34         | 7          | 12         | 15         | -               | -               | -               | -               | -               | -                  | -                  | -                  | -                  | -                  | -           | -           | -           | -           | -           | 34     | 7      | 12     | 15     | 20,59      | 16º (retr.)       |
| set. 1998-1999      | Triestina        | C2               | 32+3       | 15+1       | 13+1       | 4+1        | CI-C            | 1               | 0               | 1               | 0               | -                  | -                  | -                  | -                  | -                  | -           | -           | -           | -           | -           | 36     | 16     | 15     | 5      | 44,44      | Sub., 2º          |
| 1999-2000           | Spezia           | C2               | 34         | 21         | 13         | 0          | CI-C            | 6               | 3               | 2               | 1               | -                  | -                  | -                  | -                  | -                  | -           | -           | -           | -           | -           | 40     | 24     | 15     | 1      | 60,00      | 1º (prom.)        |
| 2000-2001           | Spezia           | C1               | 34+2       | 15         | 7+1        | 12+1       | CI-C            | 10              | 8               | 1               | 1               | -                  | -                  | -                  | -                  | -                  | -           | -           | -           | -           | -           | 46     | 23     | 9      | 14     | 50,00      | 5º                |
| 2001-2002           | Spezia           | C1               | 34+2       | 19+1       | 13         | 2+1        | CI-C            | 12              | 7               | 4               | 1               | -                  | -                  | -                  | -                  | -                  | -           | -           | -           | -           | -           | 48     | 27     | 17     | 4      | 56,25      | 2º                |
| Totale Spezia       | Totale Spezia    | Totale Spezia    | 102+4      | 55+1       | 33+1       | 14+2       |                 | 28              | 18              | 7               | 3               |                    | -                  | -                  | -                  | -                  |             | -           | -           | -           | -           | 134    | 74     | 41     | 19     | 55,22      |                   |
| 2002-2003           | Vicenza          | B                | 38         | 13         | 15         | 10         | CI              | 9               | 5               | 1               | 3               | -                  | -                  | -                  | -                  | -                  | -           | -           | -           | -           | -           | 47     | 18     | 16     | 13     | 38,30      | 8º                |
| 2003-2004           | Atalanta         | B                | 46         | 19         | 20         | 7          | CI              | 1               | 0               | 0               | 1               | -                  | -                  | -                  | -                  | -                  | -           | -           | -           | -           | -           | 47     | 19     | 20     | 8      | 40,43      | 5º (prom.)        |
| lug.-dic. 2004      | Atalanta         | A                | 14         | 0          | 7          | 7          | CI              | 6               | 5               | 1               | 0               | -                  | -                  | -                  | -                  | -                  | -           | -           | -           | -           | -           | 20     | 5      | 8      | 7      | 25,00      | Eson.             |
| Totale Atalanta     | Totale Atalanta  | Totale Atalanta  | 60         | 19         | 27         | 14         |                 | 7               | 5               | 1               | 1               |                    | -                  | -                  | -                  | -                  |             | -           | -           | -           | -           | 67     | 24     | 28     | 15     | 35,82      |                   |
| nov. 2005-mar. 2006 | Bologna          | B                | 17         | 5          | 7          | 5          | CI              | 0               | 0               | 0               | 0               | -                  | -                  | -                  | -                  | -                  | -           | -           | -           | -           | -           | 17     | 5      | 7      | 5      | 29,41      | Sub., Eson.       |
| dic. 2006-2007      | Padova           | C1               | 18         | 9          | 4          | 5          | CI-C            | 0               | 0               | 0               | 0               | -                  | -                  | -                  | -                  | -                  | -           | -           | -           | -           | -           | 18     | 9      | 4      | 5      | 50,00      | Sub., 7º          |
| 2007-nov. 2008      | Siena            | A                | 12         | 1          | 6          | 5          | CI              | 1               | 0               | 0               | 1               | -                  | -                  | -                  | -                  | -                  | -           | -           | -           | -           | -           | 13     | 1      | 6      | 6      | &7,69      | Eson.             |
| 2008-2009           | Sassuolo         | B                | 42         | 15         | 15         | 12         | CI              | 3               | 2               | 1               | 0               | -                  | -                  | -                  | -                  | -                  | -           | -           | -           | -           | -           | 45     | 17     | 16     | 12     | 37,78      | 7º                |
| nov. 2009-2010      | CFR Cluj         | LI               | 21         | 13         | 5          | 3          | CR              | 4               | 2               | 2               | 0               | UEL                | 2                  | 0                  | 0                  | 2                  | -           | -           | -           | -           | -           | 27     | 15     | 7      | 5      | 55,56      | Sub., 1º          |
| lug-set. 2010       | CFR Cluj         | LI               | 7          | 2          | 2          | 3          | CR              | 0               | 0               | 0               | 0               | UCL                | 0                  | 0                  | 0                  | 0                  | SR          | 1           | 0           | 1           | 0           | 8      | 2      | 3      | 3      | 25,00      | Eson.             |
| nov. 2010-2011      | Verona           | 1D               | 22+4       | 9+2        | 10+1       | 3+1        | CI-C            | 0               | 0               | 0               | 0               | -                  | -                  | -                  | -                  | -                  | -           | -           | -           | -           | -           | 26     | 11     | 11     | 4      | 42,31      | 4º (prom.)        |
| 2011-2012           | Verona           | B                | 42+2       | 23         | 9+1        | 10+1       | CI              | 4               | 2               | 1               | 1               | -                  | -                  | -                  | -                  | -                  | -           | -           | -           | -           |             | 48     | 25     | 11     | 12     | 52,08      | 4º                |
| 2012-2013           | Verona           | B                | 42         | 23         | 13         | 6          | CI              | 4               | 2               | 1               | 1               | -                  | -                  | -                  | -                  | -                  | -           | -           | -           | -           | -           | 46     | 25     | 14     | 7      | 54,35      | 2º (prom.)        |
| 2013-2014           | Verona           | A                | 38         | 16         | 6          | 16         | CI              | 2               | 1               | 0               | 1               | -                  | -                  | -                  | -                  | -                  | -           | -           | -           | -           | -           | 40     | 17     | 6      | 17     | 42,50      | 10º               |
| 2014-2015           | Verona           | A                | 38         | 11         | 13         | 14         | CI              | 3               | 2               | 0               | 1               | -                  | -                  | -                  | -                  | -                  | -           | -           | -           | -           | -           | 41     | 13     | 13     | 15     | 31,71      | 13º               |
| ago.-dic. 2015      | Verona           | A                | 14         | 0          | 6          | 8          | CI              | 1               | 1               | 0               | 0               | -                  | -                  | -                  | -                  | -                  | -           | -           | -           | -           | -           | 15     | 1      | 6      | 8      | &6,67      | Eson.             |
| Totale Verona       | Totale Verona    | Totale Verona    | 202        | 84         | 59         | 59         |                 | 14              | 8               | 2               | 4               |                    | -                  | -                  | -                  | -                  |             | -           | -           | -           | -           | 216    | 92     | 61     | 63     | 42,59      |                   |
| feb.-apr. 2017      | Genoa            | A                | 6          | 1          | 1          | 4          | CI              | 0               | 0               | 0               | 0               | -                  | -                  | -                  | -                  | -                  | -           | -           | -           | -           | -           | 6      | 1      | 1      | 4      | 16,67      | Sub., Eson.       |
| apr.-giu. 2018      | Cremonese        | B                | 5          | 1          | 2          | 2          | CI              | 0               | 0               | 0               | 0               | -                  | -                  | -                  | -                  | -                  | -           | -           | -           | -           | -           | 5      | 1      | 2      | 2      | 20,00      | Sub., 13º         |
| ago.- nov. 2018     | Cremonese        | B                | 10         | 2          | 6          | 2          | CI              | 1               | 0               | 1               | 0               | -                  | -                  | -                  | -                  | -                  | -           | -           | -           | -           | -           | 11     | 2      | 7      | 2      | 18,18      | Eson.             |
| Totale Cremonese    | Totale Cremonese | Totale Cremonese | 15         | 3          | 8          | 4          |                 | 1               | 0               | 1               | 0               |                    | -                  | -                  | -                  | -                  |             | -           | -           | -           | -           | 16     | 3      | 9      | 4      | 18,75      |                   |
| gen.-giu. 2020      | Padova           | C                | 5+3        | 2+1        | 2+1        | 1+1        | CI+CI-C         | -               | -               | -               | -               | -                  | -                  | -                  | -                  | -                  | -           | -           | -           | -           | -           | 8      | 3      | 3      | 2      | 37,50      | Sub., 5º          |
| 2020-2021           | Padova           | C                | 38+6       | 24+2       | 7+3        | 7+1        | CI              | 3               | 2               | 0               | 1               | -                  | -                  | -                  | -                  | -                  | -           | -           | -           | -           | -           | 47     | 28     | 10     | 9      | 59,57      | 2º                |
| Totale Padova       | Totale Padova    | Totale Padova    | 70         | 38         | 17         | 15         |                 | 3               | 2               | 0               | 1               |                    | -                  | -                  | -                  | -                  |             | -           | -           | -           | -           | 73     | 40     | 17     | 16     | 54,79      |                   |
| feb.-giu. 2023      | Mantova          | C                | 10+2       | 4          | 2+1        | 4+1        | CI-C            | -               | -               | -               | -               | -                  | -                  | -                  | -                  | -                  | -           | -           | -           | -           | -           | 12     | 4      | 3      | 5      | 33,33      | Sub., 16º (retr.) |
| 2023-2024           | CFR Cluj         | LI               | 22         | 10         | 6          | 6          | CR              | 3               | 1               | 2               | 0               | UECL               | 2                  | 0                  | 1                  | 1                  | -           | -           | -           | -           | -           | 27     | 11     | 9      | 7      | 40,74      | Eson.             |
| Totale Cluj         | Totale Cluj      | Totale Cluj      | 48         | 25         | 13         | 12         |                 | 7               | 3               | 4               | 0               |                    | 4                  | 0                  | 1                  | 3                  |             | 1           | 0           | 1           | 0           | 60     | 28     | 19     | 15     | 46,67      |                   |
| Totale carriera     | Totale carriera  | Totale carriera  | 699        | 287        | 233        | 179        |                 | 74              | 43              | 18              | 13              |                    | 4                  | 0                  | 1                  | 3                  |             | 1           | 0           | 1           | 0           | 778    | 330    | 253    | 195    | 42,42      |                   |

## Palmarès

### Giocatore

#### Competizioni nazionali
- Campionato italiano: 1

Inter: 1988-1989
- Supercoppa italiana: 1

Inter: 1989

#### Competizioni internazionali
- Coppa UEFA: 1

Inter: 1990-1991

### Allenatore
- Campionato rumeno: 1

Cluj: 2009-2010
- Coppa di Romania: 1

Cluj: 2009-2010
- Supercoppa di Romania: 1

Cluj: 2010
- Campionato italiano di Serie C2: 1

Spezia: 1999-2000 (girone A)